# Hans Ruin (filosof)
Hans Gustav Waldemar Ruin, född 16 april 1961, är en svensk filosof, skribent och översättare. Han är professor vid Institutionen för kultur och lärande på Södertörns högskola.

## Biografi

### Karriär
Ruin disputerade 1994 vid Stockholms universitet på avhandlingen Enigmatic Origins: Tracing the Theme of Historicity Through Heidegger's Works om Martin Heideggers syn på historien. Han medverkar i utgivningen av Friedrich Nietzsches skrifter på svenska och har också varit med i redaktionen för tidskriften Kris. Hans forskning har framför allt handlat om bland annat fenomenologi, hermeneutik samt modern fransk och tidig grekisk filosofi.  
Ruin ledde 2010–2016 det av Riksbankens jubileumsfond stödda forskningsprojektet Time, Memory and Representation: A Multidisciplinary Program on Transformations in Historical Consciousness. Projektet fick 2009 ett anslag på 35 miljoner kronor, vilket då var det största enskilda anslaget någonsin som gått till Södertörns högskola.
Ruins vetenskapliga publicering har (2023) enligt Google Scholar drygt 900 citeringar och ett h-index på 15.

### Familj
Hans Ruin är son till Olof Ruin, barnbarn till Hans Ruin (1891–1980) och kusin med bland andra Marika Lagercrantz och David Lagercrantz.